# Fw 62 (航空機)
フォッケウルフ Fw 62
フォッケウルフ Fw 62
- 用途：偵察機
- 分類：水上機
- 設計者：Erich Arbeitlang
- 製造者：フォッケウルフ
- 初飛行：1937年10月23日
- 生産数：4機

フォッケウルフ Fw 62（Focke-Wulf Fw 62）は、ドイツ海軍向けにフォッケウルフ社が設計/製造した複葉の偵察機である。4機が製造されただけであった。

## 開発
1936年にドイツ航空省はハインケル He 114を代替する偵察任務を担う艦載型の水上機の要求仕様を発行した。これは搭乗員が1か2名、カタパルト射出可能、武装は最小限の留めた最大重量2.5トンの軽量な機体となるはずであった。航空省は要求に応じた4社分の計画書を検討し、近代的なアラド社のAr 196を有望としつつ、保守的なフォッケウルフ社のFw 62を保険として、2社に試作を命じた。
フォッケウルフ社は保守的な複葉機の設計であるFw 62を完成させた。Fw 62は705 kW (945 hp)のBMW 132K 星型エンジンを搭載した混合構造の機体で、直径の小さなカウリングで覆われたエンジンで2枚ブレードのプロペラを駆動した。上下の翼幅が同じ長さで片翼2本ずつのN字形支柱を持つ主翼は、艦載時には折り畳むことができ、各翼には簡単な構造のフラップとエルロンを備えていた。
試作初号機は1937年10月23日に初飛行を行った。試作初号機と2号機は双フロート形式であったが、3号機と4号機は大型の中央フロートと左右翼下の小型の安定用フロートを備えていた。1938年1月にトラフェミュンデでの公式試験が始まり、Fw 62は有能な機体でありテストパイロット達にも好評であったが、競合機のアラド Ar 196単葉機の方がコンセプトと構造の両面で遥かに近代的であったことからこちらが量産機に選ばれた。
その後Fw 62の試作機は、主に着水時の負荷を軽減するためのばね仕込みのフロート取り付け構造が当局の興味を引いたためにしばらくの間評価試験が続けられた。

## 要目
出典: Warplanes of the Luftwaffe. 
諸元
- 乗員: 2
- 全長: 11.15 m （36.6 ft）
- 全高: 4.30 m （14.1 ft）
- 翼幅: 12.35 m（40.5 ft）
- 翼面積: 36.10 m2 （388.6 ft2）
- 空虚重量: 2,158 kg （4,760 lb）
- 運用時重量: 2,875 kg （6,340 lb）
- 有効搭載量: kg （lb）
- 最大離陸重量: kg （lb）
- 動力: BMW 132Dc 空冷 星型エンジン、656 kW （945 hp）   × 1

性能
- 超過禁止速度: km/h （kt）
- 最大速度: 280 km/h （kt） 170 mph
- 巡航速度: 265 km/h （kt） 165 mph
- 失速速度: km/h （kt）
- フェリー飛行時航続距離: km （海里）
- 航続距離: 900 km （nmi） 560 mi
- 実用上昇限度: m （ft）
- 上昇率: 6.33 m/s （1,246 ft/min）
- 離陸滑走距離: m （ft）
- 着陸滑走距離: m （ft）
- 翼面荷重: kg/m2 （lb/ft2）
- 馬力荷重（プロペラ）: kW/kg （lb/hp）

武装
- 固定武装: 1 × 7.92 mm (.312 in) MG 17 機関銃（後部座席）
- 爆弾: 4 × 50 kg (110 lb) SC 50爆弾